# Direktreklam
Direktreklam (DR) är reklam som skickas direkt till mottagaren, med vilken man önskar någon slags respons. Det normala är att det kommer ett meddelande fysiskt i brevlådan, men direktreklam förekommer även via e-post, sms, mms och fax. 
Direktreklam delas ofta in oadresserad direktreklam (ODR), adresserad direktreklam (ADR) och adresserad e-postreklam (EDR). Den adresserade skickas till en specifik mottagare, medan den oadresserade skickas utan angiven adress. Dock kan även denna vara målgruppsanpassad efter till exempel bostadsområde.
Ett exempel på oadresserad direktreklam är reklambladet Uppslaget som distribueras av Postnord till omkring tre miljoner hushåll i Sverige.

## Att undgå reklamen

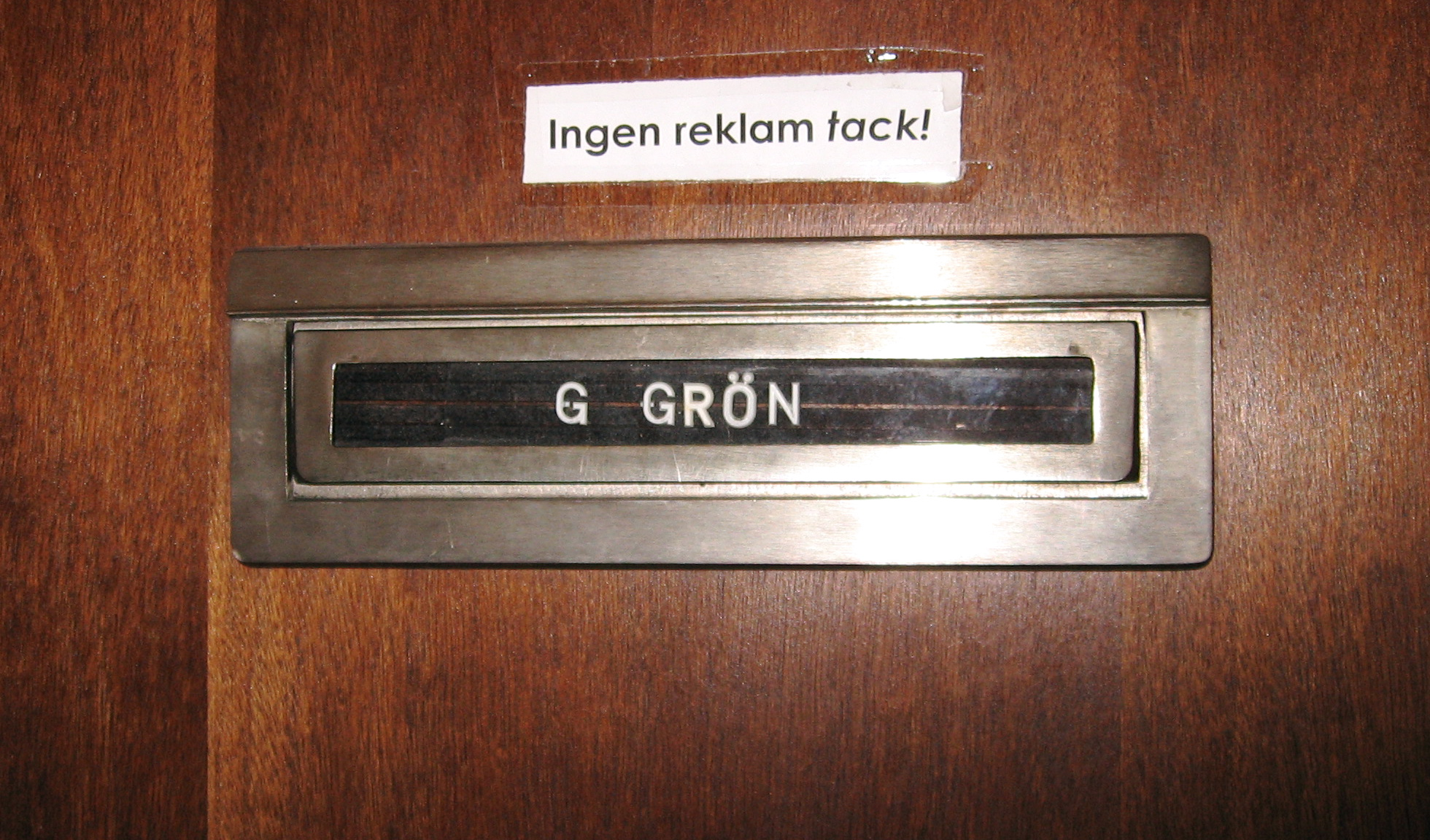
"Ingen reklam tack!" ovanför ett brevinkast.

### Oadresserad direktreklam
De största aktörerna har tillsammans kommit överens om att man, genom att sätta en stoppdekal med texten "ingen reklam, tack" eller "nej tack till reklam" på brevlådan, ska kunna undvika att få oadresserad direktreklam. Man kommer dock fortfarande att få gratistidningar och samhällsinformation. För att tacka nej till gratistidningar, se gratistidning.
Man kan inte avsäga sig att få olika typer av icke-kommersiell samhällsinformation (skyddas av tryckfrihetsförordningen och yttrandefrihetsgrundlagen), det vill säga information från exempelvis stat, kommun eller ideella föreningar som exempelvis religiösa samfund och politiska partier. Hos Posten kallas den direktreklam som man inte kan avsäga sig för ODR Samhällsinformation (tidigare kallat Gruppförsändelse och ODR Total). Enligt Postens bedömning är ringa inslag av kommersiell information dock tillåtet.
Om man trots stoppdekal får oadresserad direktreklam i brevlådan kan man anmäla det till DM-nämnden som bedömer om utdelningen har stridit mot god marknadsföringssed. Om man anser att det som delas ut som samhällsinformation i själva verket är reklam kan man anmäla det till Konsumentverket.

### Adresserad direktreklam
Statens personadressregister (SPAR) som för det register varifrån olika återförsäljare säljer adressuppgifter till företag. Huvudman för registret är Skatteverket. Adressuppgiterna kommer från folkbokföringsregistret. Man kan kontakta SPAR för att lägga in en spärr. Man kan också få samma spärr, och samtidigt spärra en del andra register, om man anmäler sig till NIX-adresserat.
Riktigt all (om än största delen) adresserad direktreklam stoppas inte av dessa spärrar, då det finns vissa andra register, och då företag där man själv är kund fortfarande har rätt att skicka ut erbjudanden. Adresskällan skall dock vara angiven även på denna reklam, och det ska gå bra att kontakta de ansvariga och avböja vidare försändelser. För att undvika att få adresserad direktreklam från ett specifikt företag kan man vända sig direkt till företaget.